# Piauí
Piauí (AFI [piaw'i]) este una dintre cele 27 de unități federative ale Braziliei. Capitala statului este orașul Teresina. Se învecinează cu unitățile federative Ceará și Pernambuco la est, Bahia și Tocantins la sud și Maranhão la vest, având ieșire la Oceanul Atlantic la nord. În 2007 statul avea o populație de 3.036.290 de locuitori și 251.529,19 km², fiind împărțit în 4 mezoregiuni, 15 microregiuni și 223 de municipii.
1. ↑   https://www.ibge.gov.br/en/cities-and-states/pi.html Lipsește sau este vid: |title= (ajutor)